# Acugamasus macrosetosus
Acugamasus macrosetosus är en spindeldjursart som först beskrevs av Ryke 1962.  Acugamasus macrosetosus ingår i släktet Acugamasus och familjen Ologamasidae. Inga underarter finns listade i Catalogue of Life.